# Carlos Tromben
Carlos Tromben (Valparaíso, 23 de julio de 1966) es un escritor y periodista chileno.

## Biografía
Hijo del capitán de navío e historiador naval, Carlos Tromben Corbalán, y de Gloria Reyes Ojeda, Tromben estudió en el Colegio Francés de Viña del Mar, actualmente Alianza Francesa, que en esos años quedaba cercano a la Quinta Vergara. Se tituló de ingeniero comercial en la Universidad Católica de Valparaíso y cursó estudios de periodismo y comunicación en la Escuela Superior de Comercio de París en 2001-2002.
Carlos Tromben debutó en la literatura en 2003, cuando ganó en el concurso de la Revista de Libros de El Mercurio con su primera novela, Poderes fácticos, policiaca basada en un hecho real: el doble homicidio de un pintor y su pareja ocurrido en abril de 1973 en un departamento de la calle Rosal. Le siguió, dos años más tarde, otra policial, Prácticas rituales, y en 2006, Karma, novela compleja que tuvo una buena acogida por la crítica y sobre la que Camilo Marks dijo que no solo era su "mejor ficción, sino también una de las obras más entretenidas, ambiciosas, visionarias, publicadas en Chile en los últimos tiempos".

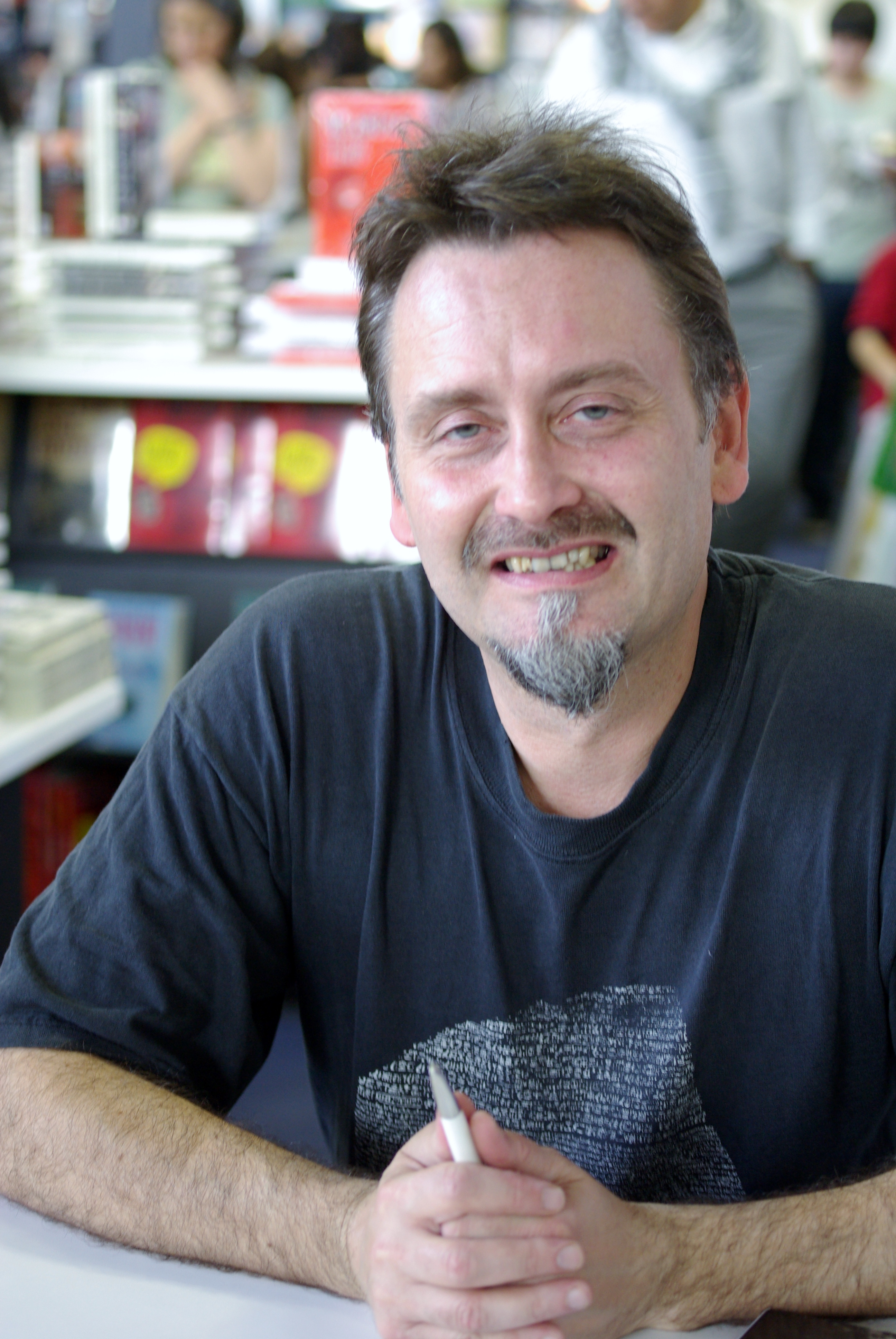
Tromben en la FILSA 2016

Después de La Casa de Electra (2010) —thriller de espías ambientado durante la Segunda Guerra Mundial con una mujer como protagonista—, Tromben publicó en 2015 Huáscar, una novela histórica que describe la captura del legendario monitor peruano. Esta polémica obra, que toca un tema muy sensible tanto en Chile como en Perú, se convirtió en el segundo libro más vendido en la Feria Internacional del Libro de Lima 2016. Su segunda novela histórica, Balmaceda, apareció en 2016. El mismo año vio la luz Crónica secreta de la economía chilena, que analiza las privatizaciones de empresas estatales entre 1974 y 1994 y el origen de la fortuna del expresidente Sebastián Piñera.
El éxito como escritor de ficción se consolidó en 2017 con su tercera novela histórica, Santa María de Iquique, sobre la matanza en la escuela del mismo nombre de familias completas —bolivianas, chilenas y peruanas—, asesinadas por soldados del Ejército de Chile en diciembre de 1907. La obra ha estado en la lista de los más vendidos y fue seleccionada como uno de los 10 mejores libros del año por un grupo de diez críticos y periodistas de cultura. El mismo año publicó también La señora de dolor, un remake de su Karma, que, en palabras de Tromben, "no es una versión 2.0" de ese libro,  sino otra novela. "Son los mismos personajes, pero situados en un universo paralelo, parecido, pero no idéntico".
Ha sido director de Comunicaciones de su alma mater y editor de la revista AméricaEconomía en Santiago, entre otros cargos; es conductor de Mercado Futuro en Radio Futuro; como periodista, escribe sobre cultura y economía, principalmente. 
Tromben ha publicado recopilaciones de sus cuentos y ha participado en antologías de relatos, como la hecha por Ramón Díaz Eterovic Letras rojas (cuentos negros y policiacos; LOM, Santiago, 2009).
En marzo de 2021 creó la Fundación por la Transparencia, de la cual es Presidente. Organización sin fines de lucro cuyo objetivo es la investigación, desarrollo y difusión de la cultura, el arte y las ciencias, con el fin de fortalecer la democracia en Chile y América Latina mediante la expansión del conocimiento de la economía, el mercado financiero y protección social, y los mercados regulados de nuestro país y de la región. Su Misión es "Hacer visible lo invisible" https://www.ftransparencia.org/index.php Archivado el 6 de diciembre de 2021 en Wayback Machine.

## Obras

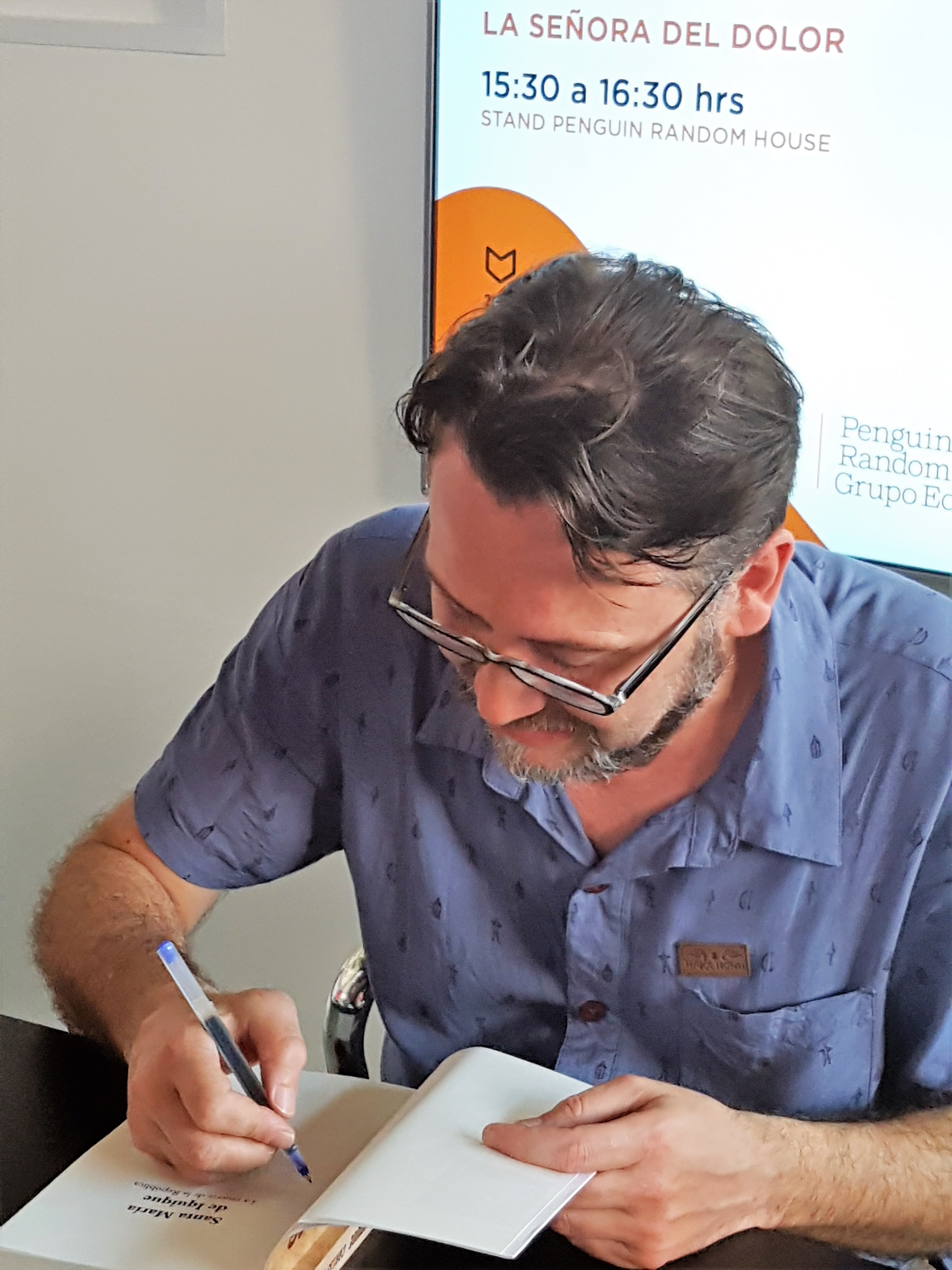
Tromben firmando su novela Santa María de Iquique, FILSA 2017

### Ficción
- Poderes fácticos, novela policial, Mercurio Aguilar, 2003
- Prácticas rituales, novela policial, Alfaguara, 2005
- Karma, novela, Seix Barral, 2006
- Perdidos en el espacio I, cuentos, Calabaza del Diablo, 2008
- La Casa de Electra, thriller de espías en la SGM, Alfaguara, 2010
- Perdidos en el espacio II, cuentos, Calabaza del Diablo, 2011
- Huáscar, novela histórica, Ediciones B, 2015 (Estruendomudo, Lima, 2016)
- Balmaceda, novela histórica, Ediciones B, 2016
- La señora de dolor, una reescritura de Karma; Ediciones B, 2017
- Santa María de Iquique, la muerte de la República,  novela histórica, Ediciones B, 2017
- El vino de Dios, thriller, Ediciones B, 2019

### No ficción
- Crónica secreta de la economía chilena, ensayo, Ediciones B, 2016
- Pescado Rabioso, ensayo, Ediciones B, 2018
- Brevario del Neoliberalismo, ensayo, Mandrágora, 2019
- Todo Legal, el auge y caída de la elite financiera, con Ignacio Schiappacasse, 2021.
- El peor de todos, la historia de Mario Melo Pradenas, Penguin, 2025.

## Premios y reconocimientos
- Premio Revista de Libros 2003
- Beca de escritura del Consejo Nacional de la Cultura y las Artes (2005)
- Finalista del Premio Municipal de Literatura de Santiago 2016 con su novela Huáscar
- Premio José Nuez Martín 2017 por Huáscar (otorgado por la Facultad de Letras de la Universidad Católica)[10]
- Santa María de Iquique en la lista de los 10 mejores libros del año confeccionada por un grupo de diez críticos y periodistas de cultura[8]
- Finalista del Premio Municipal de Literatura de Santiago 2017 con Crónica secreta de la economía chilena[11]